# Ominaisholmen
Ominaisholmen, finska: Omenainen, är en ö nära Själö i Nagu,  Finland. Den ligger i Skärgårdshavet i Pargas stad i landskapet Egentliga Finland, i den sydvästra delen av landet. Ön ligger omkring 4 kilometer väster om Själö, 7 kilometer norr om Nagu kyrka, 31 kilometer sydväst om Åbo och omkring 170 kilometer väster om Helsingfors. Närmaste allmänna förbindelse är förbindelsebryggan vid Själö som trafikeras av M/S Falkö och M/S Östern.
Öns area är 7,3 hektar och dess största längd är 420 meter i öst-västlig riktning.
Ominaisholmen är en statsägd, obebodd och naturskyddad holme på Ominaisfjärden mellan Rimito och Nagu. Den har använts som begravningsplats för sådana som inte fick begravas i vigd jord såsom mördare, våldsverkare och självspillingar. De avlidna togs dit med släde på vintern och på bogser i en gammal båt på sommaren. Släpet lämnades för att ruttna medan kropparna begravdes i grunda gravar i sandjorden. Rimitos avlidna begravdes på norra sidan och Nagus avlidna på sydvästra sidan av holmen. Sänkor efter gravarna kan ännu ses men den sista jordfästningen skedde år 1855. Rimito församling reste på 1960-talet ett kors och en minnesplatta fästa vid en stor sten på holmens norra sida. Holmen vigdes då också kyrkligt.